# Same Old Story
"Same Old Story" är den första singeln från det brittiska new romantic/electrobandet Ultravoxs album U-Vox.
Den skrevs av de tre kvarvarande bandmedlemmarna Midge Ure, Chris Cross och Billy Currie. Det var den första Ultravox-singeln som skrevs utan Warren Cann, som tidigare lämnat bandet.
Den låg fyra veckor på englandslistan och nådde som bäst en trettioförsta (31) placering.

## Låtlista

### 7"-versionen
- "Same Old Story" - 3:57
- "3" - 4:01

### 12"-versionen
- "Same Old Story (Extended Version)" - 6:57
- "3" - 4:01
- "All In One Day (Instrumental)" - 6:12